# Ylodes albicornis
Ylodes albicornis är en nattsländeart som först beskrevs av Georg Ulmer 1905.  Ylodes albicornis ingår i släktet Ylodes och familjen långhornssländor. Inga underarter finns listade i Catalogue of Life.